# Matt McGorry
Matthew „Matt“ McGorry (* 12. April 1986 in New York City) ist ein amerikanischer Schauspieler. Seine bekanntesten Rollen sind die des John Bennett in der Fernsehserie Orange Is the New Black und die des Asher Millstone in der Fernsehserie How to Get Away with Murder.

## Leben
Matt McGorry sammelte seine ersten Schauspielerfahrungen im Alter von neun Jahren. Er besuchte zunächst die Fiorello H. LaGuardia Highschool in New York, danach das Emerson College in Boston. Seit 2006 war er in mehr als zwei Dutzend Film- und Fernsehproduktionen zu sehen. McGorry spielt seit 2014 in der Serie How to Get Away with Murder mit.
Zeitweilig betrieb er wettkampfmäßig Bodybuilding.

## Filmografie (Auswahl)
- 2006: Thursday
- 2006: Gizor & Gorm (Kurzfilm)
- 2008: Killian (Kurzfilm)
- 2010: Public Access (Kurzfilm)
- 2010: Afghan Hound
- 2011: Liebe, Lüge, Leidenschaft (Fernsehserie, 3 Episoden)
- 2011: Person of Interest (Fernsehserie, Episode: Der Fall Ulrich Kohl)
- 2012: Gossip Girl (Fernsehserie, Episode: Crazy, Cupid, Love)
- 2012: Royal Pains (Fernsehserie, Episode: Bittersüsser Beigeschmack)
- 2013: Elementary (Fernsehserie, Episode: Details)
- 2013–2015: Orange Is the New Black (Fernsehserie, 25 Episoden)
- 2014–2020: How to Get Away with Murder (Fernsehserie, 90 Folgen)
- 2015: Ratter – Er weiß alles über dich (Ratter)
- 2015: Public Morals (Fernsehserie, Episode: A Fine Line)
- 2015: Walk of no Shame (Kurzfilm)
- 2015: Loserville
- 2018: Stepsisters
- 2020: Uncorked
- 2021: Good on Paper
- 2022: Archive 81 (Fernsehserie, 8 Episoden)